# Youssouf Fofana
Youssouf Fofana (París, Francia, 10 de enero de 1999) es un futbolista francés que juega de centrocampista en el A. C. Milan de la Serie A.
Tiene ascendencia maliense y costamarfileña.

## Trayectoria

### R. C. Estrasburgo
Comenzó su carrera en varias academias juveniles en París, antes de unirse a la academia juvenil del R. C. Estrasburgo el 21 de febrero de 2017. Hizo su debut profesional con el Estrasburgo en una derrota por 2-0 en la Ligue 1 ante el Olympique de Lyon el 24 de agosto de 2018.

### A. S. Monaco F. C.
Fofana jugó su último partido con el Estrasburgo el 25 de enero de 2020, en una victoria a domicilio por 3-1 sobre el Monaco. Cuatro días después, fue fichado por el Monaco por 15 millones de euros e hizo su debut el 1 de febrero, jugando 71 minutos de una derrota por 3-1 ante el Niza.

## Selección nacional
En septiembre de 2022 recibió su primera convocatoria a la selección absoluta, con la que debutó el 22 del mismo mes en la victoria por 2-0 en la Liga de Naciones de la UEFA ante Austria.

### Participaciones en Copas del Mundo
| Mundial      | Sede  | Resultado  | Partidos | Goles |
| ------------ | ----- | ---------- | -------- | ----- |
| Mundial 2022 | Catar | Subcampeón | 6        | 0     |

### Participaciones en Eurocopas
| Copa          | Sede     | Resultado   | Partidos | Goles |
| ------------- | -------- | ----------- | -------- | ----- |
| Eurocopa 2024 | Alemania | Semifinales | 3        | 0     |

## Vida personal
Fofana nació el 10 de enero de 1999 en París. Es de ascendencia maliense.

## Estadísticas

### Clubes
Actualizado al último partido disputado el 24 de mayo de 2025.
| Club                         | Div.          | Temporada     | Liga  | Liga  | Liga   | Copas nacionales | Copas nacionales | Copas nacionales | Copas internacionales | Copas internacionales | Copas internacionales | Total | Total | Total  |
| Club                         | Div.          | Temporada     | Part. | Goles | Asist. | Part.            | Goles            | Asist.           | Part.                 | Goles                 | Asist.                | Part. | Goles | Asist. |
| ---------------------------- | ------------- | ------------- | ----- | ----- | ------ | ---------------- | ---------------- | ---------------- | --------------------- | --------------------- | --------------------- | ----- | ----- | ------ |
| R. C. Estrasburgo II Francia | 5.ª           | 2017-18       | 29    | 3     | 0+     | —                | —                | —                | —                     | —                     | —                     | 29    | 3     | 0+     |
| R. C. Estrasburgo II Francia | 5.ª           | 2018-19       | 5     | 1     | 0+     | —                | —                | —                | —                     | —                     | —                     | 5     | 1     | 0+     |
| R. C. Estrasburgo II Francia | Total club    | Total club    | 34    | 4     | 0+     | 0                | 0                | 0                | 0                     | 0                     | 0                     | 34    | 4     | 0+     |
| R. C. Estrasburgo Francia    | 1.ª           | 2018-19       | 17    | 2     | 1      | 5                | 1                | 0                | —                     | —                     | —                     | 22    | 3     | 1      |
| R. C. Estrasburgo Francia    | 1.ª           | 2019-20       | 13    | 1     | 0      | 3                | 0                | 0                | 3                     | 0                     | 0                     | 19    | 1     | 0      |
| R. C. Estrasburgo Francia    | Total club    | Total club    | 30    | 3     | 1      | 8                | 1                | 0                | 3                     | 0                     | 0                     | 41    | 4     | 1      |
| A. S. Monaco F. C. Francia   | 1.ª           | 2019-20       | 7     | 0     | 2      | 0                | 0                | 0                | —                     | —                     | —                     | 7     | 0     | 2      |
| A. S. Monaco F. C. Francia   | 1.ª           | 2020-21       | 35    | 0     | 3      | 5                | 0                | 0                | —                     | —                     | —                     | 40    | 0     | 3      |
| A. S. Monaco F. C. Francia   | 1.ª           | 2021-22       | 33    | 0     | 4      | 4                | 0                | 0                | 9                     | 1                     | 0                     | 46    | 1     | 4      |
| A. S. Monaco F. C. Francia   | 1.ª           | 2022-23       | 36    | 2     | 2      | 1                | 0                | 0                | 10                    | 0                     | 0                     | 47    | 2     | 2      |
| A. S. Monaco F. C. Francia   | 1.ª           | 2023-24       | 32    | 4     | 4      | 3                | 0                | 0                | —                     | —                     | —                     | 35    | 4     | 4      |
| A. S. Monaco F. C. Francia   | Total club    | Total club    | 143   | 6     | 15     | 13               | 0                | 0                | 19                    | 1                     | 0                     | 175   | 7     | 15     |
| A. C. Milan · Italia         | 1.ª           | 2024-25       | 35    | 1     | 6      | 7                | 0                | 1                | 10                    | 0                     | 2                     | 52    | 1     | 9      |
| A. C. Milan · Italia         | Total club    | Total club    | 35    | 1     | 6      | 7                | 0                | 1                | 10                    | 0                     | 2                     | 52    | 1     | 9      |
| Total carrera                | Total carrera | Total carrera | 242   | 14    | 22     | 28               | 1                | 1                | 32                    | 1                     | 2                     | 302   | 16    | 25     |

## Palmarés

### Campeonatos nacionales
| Título              | Equipo            | País    | Año     |
| ------------------- | ----------------- | ------- | ------- |
| Copa de la Liga     | R. C. Estrasburgo | Francia | 2018-19 |
| Supercopa de Italia | A. C. Milan       | Italia  | 2024    |